# Sodalita
La sodalita es un mineral del grupo VIII (silicatos), según la clasificación de Strunz, de fórmula química Na8Al6Si6O24Cl2. La sodalita es interesante en el ámbito del coleccionismo debido a que no es fácil de encontrar en la naturaleza ejemplares bien cristalizados y con una acusada transparencia. Está considerada una gema.

## Etimología
El nombre de sodalita significa "piedra de sodio" y le fue impuesto a este mineral debido a que en su composición química presenta un alto contenido en sodio. Es también llamada, con frecuencia, piedra sodálite.

## Coloración y aspecto
Lo que más llama la atención de la sodalita es la bella coloración que presenta en algunas ocasiones. Esta suele ser, generalmente, de tonos azules o lila claro, y estos ejemplares son los más apreciados por los coleccionistas. También es posible hallar sodalita de color blanco, gris o verde, lo que incrementa su valor coleccionista al poder disponer de muestras variadas del mismo mineral. Más allá de su color, los ejemplares más espectaculares de sodalita son los que aparecen en forma de cristales dodecaédricos, muy raros, cuya transparencia resulta variable. Sin embargo, lo más frecuente es encontrar este mineral en forma de masas amorfas y opacas que, eso sí, conservan su bella coloración aunque no la interesante estructura cristalina.

## Minerales relacionados
La sodalita pertenece al grupo de los feldespatoides. Son minerales con una composición química muy parecida a los feldespatos, pero en los que el contenido en sílice es menor. El gran parecido entre algunos de estos minerales hace que los ejemplares de sodalita que no poseen la bella coloración azulada característica sean difíciles de distinguir de otros feldespatoides junto a los que suele aparecer.

## Hackmanita
Existe una variedad de sodalita que recibe el nombre de hackmanita. Se trata de un mineral con la misma composición química que la sodalita pero en la que, además, interviene el azufre. Se descubrió en una mina del valle de Tawa, en la península de Kola, Rusia, pero posteriormente se han encontrado en otras localidades de Afganistán, Canadá, Groenlandia, Guinea, Bolivia, Perú y Estados Unidos

## Gemología y aplicaciones
Las características físicas de la sodalita no han sido lo suficientemente valoradas como para incluir a esta gema en grupo de las piedras preciosas. Sin embargo, algunas piezas trabajadas con sodalita consiguen efectos de innegable belleza.

## Aplicaciones gemológicas y ornamentales
Debido a su bonita coloración, variable en los diferentes ejemplares, la sodalita se emplea en la fabricación de collares, pendientes y pulseras, así como para la de estatuillas o de elementos de arte industrial. Las tallas más habituales son en esfera o en cabujón, salvo en los escasos ejemplares transparentes o con brillo vítreo que se encuentran, a los que se le aplica la talla en facetas con el fin de sacar el máximo partido a su luminosidad.

## Pigmento azul
Las propiedades físicas de la sodalita, tanto la coloración como la cristalización, han permitido su empleo como fuente de pigmentos. El polvo de sodalita mezclado con una sustancia como la caseína, produce una masa de color azul cuyas propiedades ópticas son muy superiores a las que poseen pigmentos sintéticos de los que se emplean habitualmente en la actualidad. El brillo y la textura característicos de estos pigmentos naturales hacen que cuente con una luminosidad muy especial, pese a que no es posible encontrar ninguna diferencia basándose en las teorías del color.

En ese mismo caso, además de la sodalita, se encuentran otros minerales como la lazurita (tectosilicato presente en la lapislázuli) o la azurita (carbonato de cobre) o la haüyna.

## Relación errónea de la sodalita con el lapislázuli
Debido a su aspecto, la sodalita puede llegar a confundirse con el lapislázuli, especialmente cuando aquella se presenta en forma de ejemplares masivos. En algunos casos se ha llegado a afirmar que la sodalita es un componente del lapislázuli, error que seguramente se debe a la presencia de lazurita entre los componentes de este último.